# Alfa Romeo Sprint
Alfa Romeo Alfasud Sprint (později jen Alfa Romeo Sprint) je kupé poháněné motorem typu boxer vyráběný italským výrobcem Alfa Romeo od roku 1976 do roku 1989, založený na modelu Alfa Romeo Alfasud. Celkem bylo vyrobeno 116 552 kusů Alfa Romeo Alfasud Sprint a Alfa Romeo Sprint. Sprint byl prodáván v Evropě, Jižní Africe, Austrálii a na Novém Zélandu.

## Historie

### 1976–1983: Alfasud Sprint
Alfa Romeo Alfasud Sprint byl poprvé představen motoristickým novinářům v září 1976 v Baia Domizia (Caserta) a v listopadu 1976 byl vystavován na autosalonu v Turíně. Model navrhl Giorgetto Giugiaro stejně jako Alfa Romeo Alfasud, z kterého Sprint vycházel a s kterým sdílel mnoho dílů. Měl ale nižší a ostřejší design. Model Alfa Romeo Alfasud Sprint byl vyráběn (společně s Alfasudem) v závodě Pomigliano d'Arco, který se nachází v jižní Itálii: odtud část názvu „sud“, který v italštině znamená jih.
Pod kapotou Alfa Romeo Alfasud Sprint se objevila nová verze čtyřválcového motoru Alfasud typu boxer, jehož objem byl zvětšen z 1186 cm³ na 1286 cm³, s dvojitým karburátorem, o výkonu 76 koní resp. 56 kW při 6000 ot./min. Motor doplňovala pětistupňová, plně synchronizovaná převodovka. Interiér byl tmavě hnědý, možnosti příplatkové výbavy byly omezeny na kola z lehkých slitin, hodiny typu Quartz a metalízu.
V květnu 1978 Alfa Romeo Alfasud Sprint prošel prvním faceliftem, který zahrnoval změny vzhledové i technické. Na výběr nyní byly dva motory (stejné jako pro Alfasud ti). Motor 1,3 o objemu 1350 cm³ měl výkon 79 koní resp. 58 kW. Motor 1,5 o objemu 1490 cm³ měl výkon 85 koní resp. 63 kW. Starší motor o objemu 1286 cm³ se pro kupé již nenabízel (zůstal v nabídce pro základní model Alfa Romeo Alfasud).
Došlo také k řadě změn v exteriéru, chromovaná části byly nahrazené matně černými kovovými nebo plastovými. Také v kabině došlo k řadě změn: sedadla nabízela výraznější podpěrky a byly potaženy novou tkaninou ve velbloudí barvě. Jen o rok později, v červnu 1979, přišly další úpravy motoru a model se nyní jmenoval Alfasud Sprint Veloce. Díky lepším karburátorům a zvýšení kompresního poměru narostl výkon motorů na 86 koní (63 kW) v případě motoru 1.3 a na 95 koní (70 kW) v případě motoru 1,5.

### 1983–1989: Sprint
V únoru 1983 Alfa Romeo aktualizovala všechny své sportovní vozy; největší změny se týkaly právě modelu Sprint. Z názvu bylo vynecháno slovo Alfasud a také přídomek Veloce, auto se nyní jmenovala jen Alfa Romeo Sprint. Souviselo to také s tím, že jen o několik měsíců později objevil nový model Alfa Romeo 33, který nahradil hatchback Alfa Romeo Alfasud, z kterého Sprint dosud vycházel.
Sprint tak předešel na platformu Alfa Romeo 33. Toto mělo za následek změnu předního zavěšení, úpravu brzd a další změny. Nově řadu Sprint tvořily tři modely: 1,3 a 1,5 (s motory a výkonem nezměněným oproti Alfasud Sprint Veloce) a zcela nové 1,5 Quadrifoglio Verde. Také v interiéru a exteriéru došlo k řadě změn: nová mřížka, nové světlomety, okenní obložení a ornamenty C sloupku. Nárazníky z chromu byly nahrazeny plastovými a po obvodu karoserére byly přidány velké plastové ochranné pásky. V zadní části byla nová lichoběžníková koncová světla spojena s držákem poznávací značky černým plastovým obložením, doplněným znakem Alfa Romeo. V kabině byla nová sedadla, nový volant a řada změn prvků palubní desky a dveřních panelů.
Nově zavedená sportovní verze Quadrifoglio Verde byla představena na autosalonu v Ženevě v březnu 1983. Jeho motor typu boxer o objemu 1490 cm³ byl upravený na výkon 105 koní (77 kW) při 6000 ot./min; Přední brzdové kotouče byly chlazeny a převodovka má kratší převody. Na řadě prvků byla použita zelená barva specifická pro tento model. Pneumatiky byly Michelin TRX 190/55. Tříramenný volant byl pošitý kůží, koberečky byly opět v zelené barvě, sportovní sedadla v barvě černé se zelenou výšivkou.
V listopadu 1987 prošel Sprint faceliftem naposledy. Varianta 1,3 byla zachována, zatímco 1,5 motor byl nahrazen modelem Sprint 1.7 Quadrifoglio Verde s motorem o výkonu 117 koní (87 kW). Později se na vybraných trzích prodávala též verze 1,7 se vstřikováním paliva a třícestným katalyzátorem.
Celkem bylo od roku 1976 do roku 1989 vyrobeno 116 552 kusů modelu Sprint. Sprint neměl žádného přímého předchůdce ani nástupce. Až později se objevil model Alfa Romeo GT, což je kupé odvozené od modelů Alfa Romeo 156 a Alfa Romeo 147.

## Fotogalerie

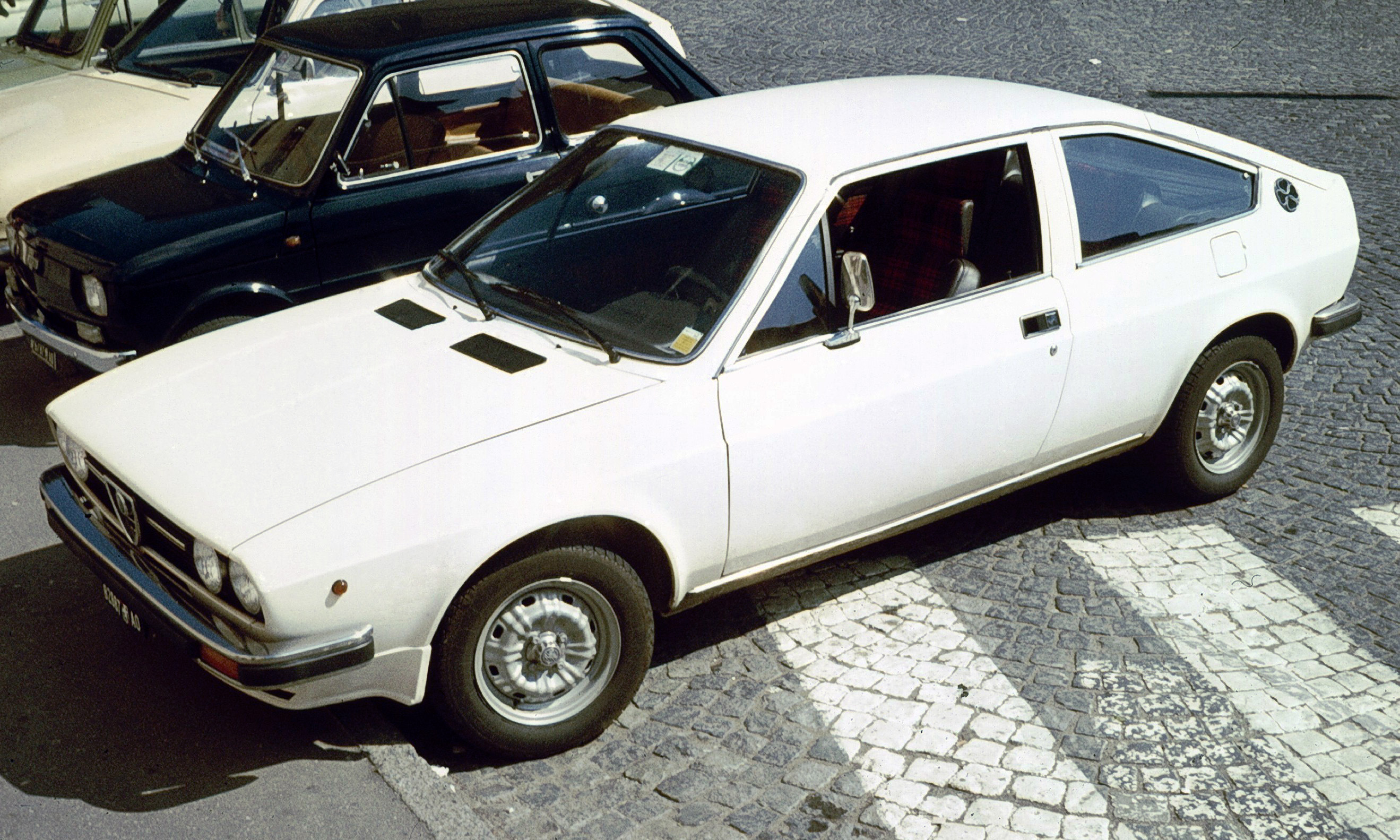
1976–1978 Alfa Romeo Alfasud Sprint
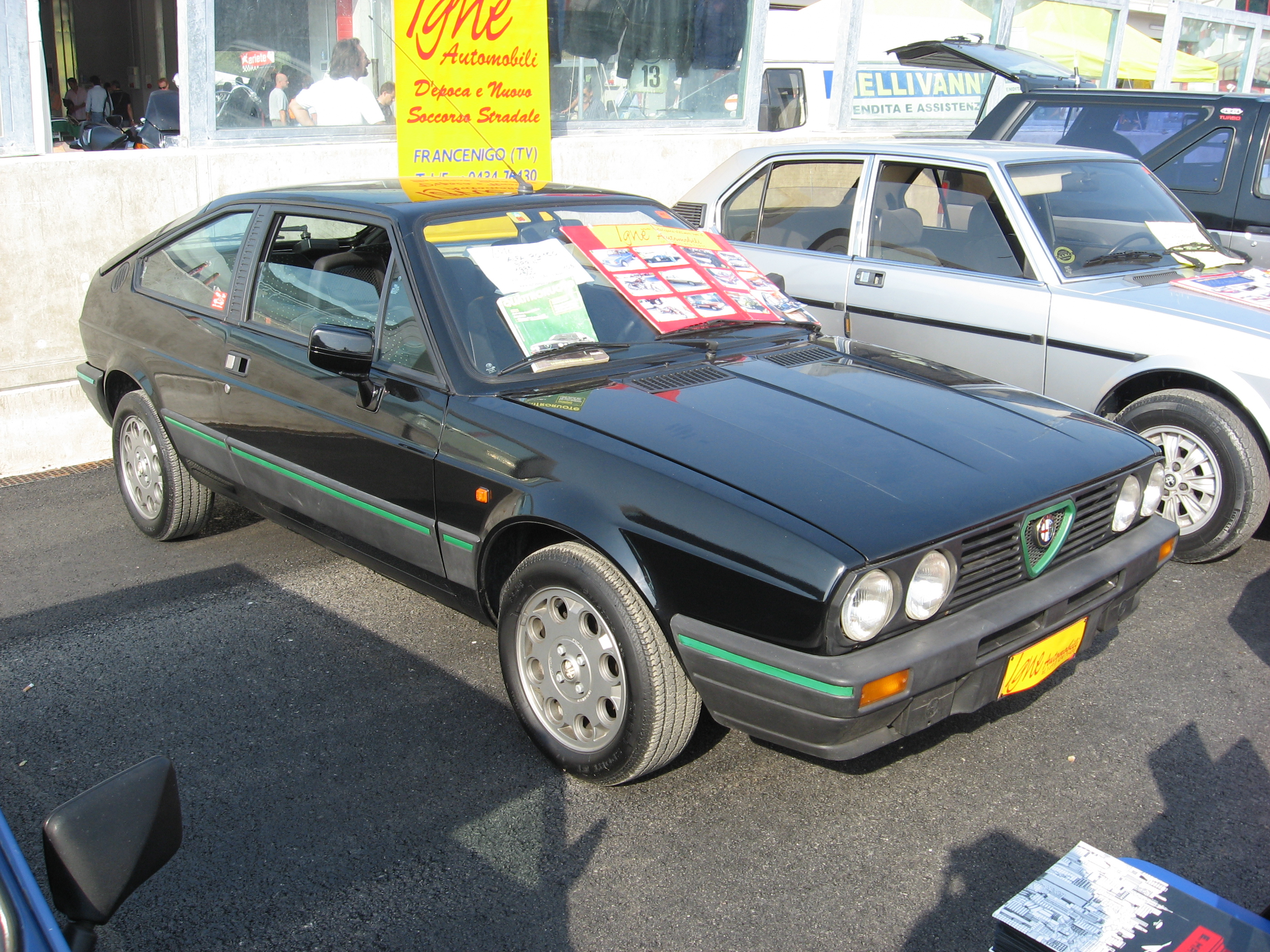
1983–1987 Alfa Romeo Sprint 1.7 Quadrifoglio Verde
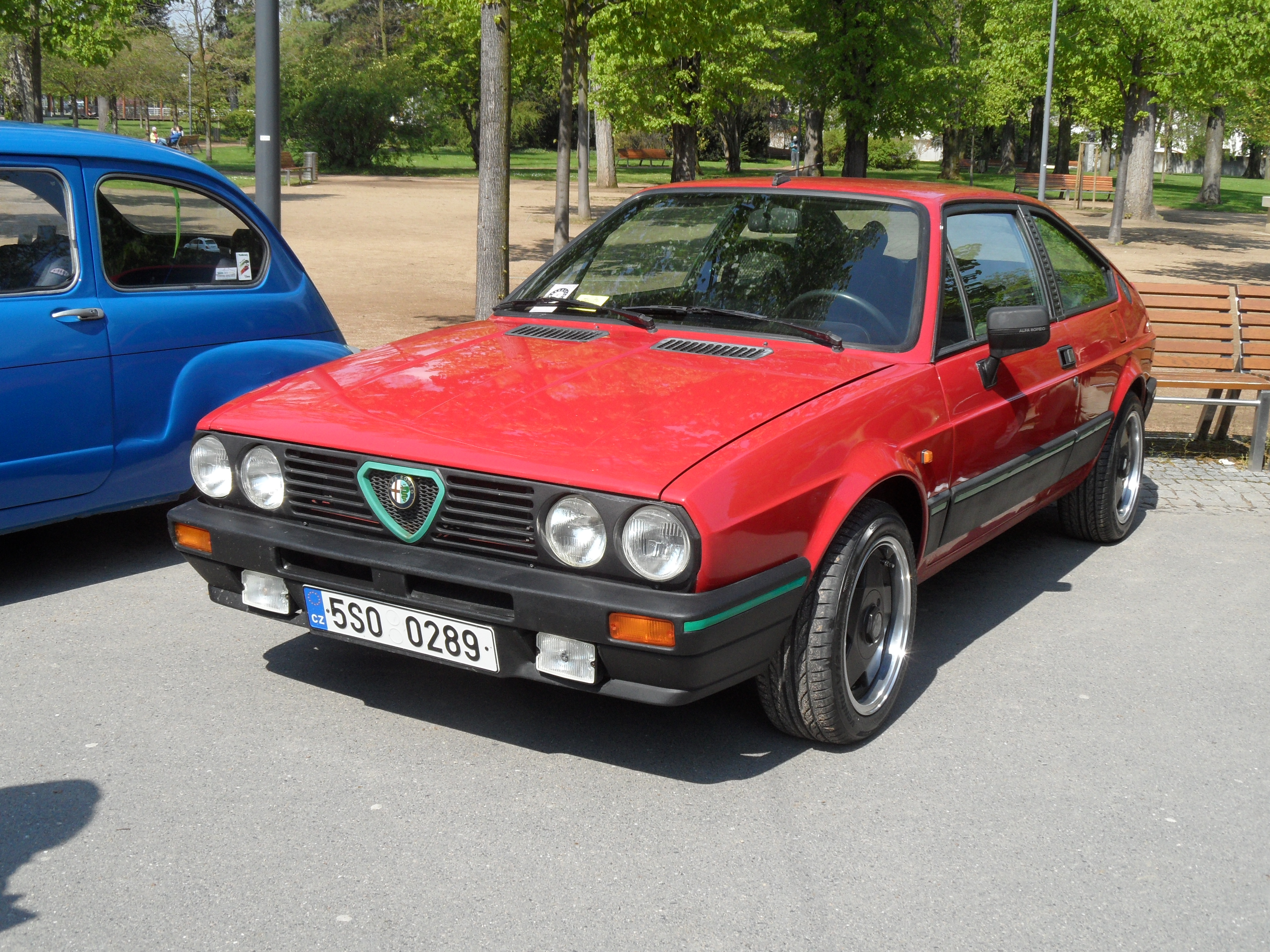
Alfa Romeo Sprint na Setkání italských vozů Poděbrady 2017
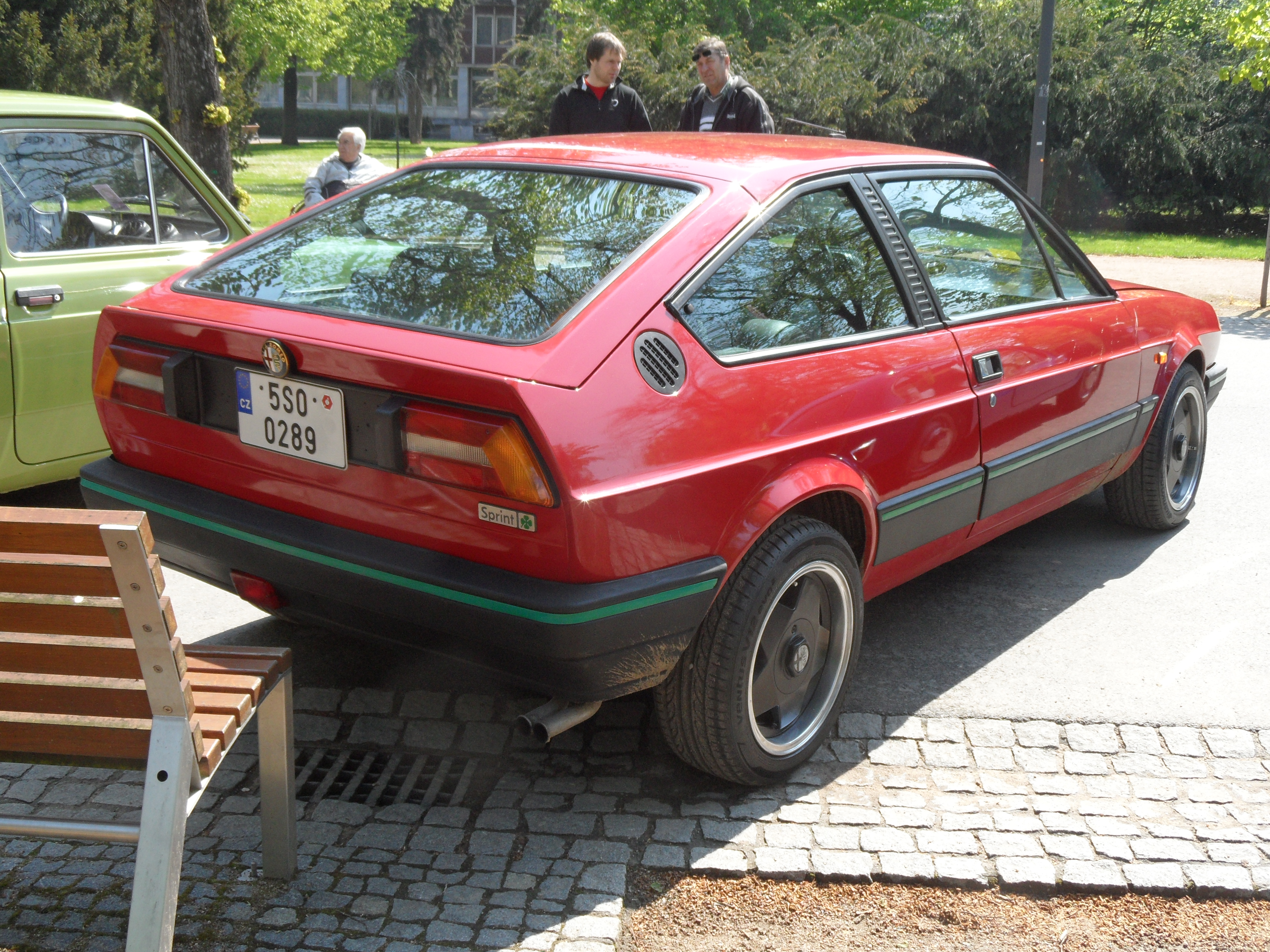
Alfa Romeo Sprint na Setkání italských vozů Poděbrady 2017